# Shut Eye
Shut Eye – amerykański serial telewizyjny (dramat) wyprodukowany przez Gran Via Productions oraz TriStar Television, którego twórcą jest Les Bohem. Serial był emitowany od 7 grudnia 2016 roku do 6 grudnia 2017 roku za pośrednictwem platformy internetowej Hulu.
20 marca 2017 roku platforma Hulu oficjalnie zamówiła 2. sezon serialu. 30 stycznia 2018 roku platforma Hulu ogłosiła zakończenie produkcji serialu po dwóch sezonach.

## Fabuła
Serial opowiada o Charliem Haverfordzie, jasnowidzu, który dostaje urazu głowy i zaczyna widzieć realne wizje. Od tego wydarzenia zmienia się jego podejście do życia.

## Obsada
- Jeffrey Donovan jako Charlie Haverford[4]
- KaDee Strickland jako Linda Haverford, żona Charliego[5]
- Susan Misner jako dr Nora White[6]
- Emmanuelle Chriqui jako Gina[6]
- David Zayas jako Eduardo Bernal[7]
- Isabella Rossellini jako Rita[8]
- Angus Sampson jako Fonzo[9]
- Noah Bean jako Foster Hillburn[10](sezon 2)

## Odcinki
| Sezon | Sezon | Odcinki | Oryginalna emisja Hulu | Oryginalna emisja Hulu | Oryginalna emisja | Oryginalna emisja | Oryginalna emisja |
| Sezon | Sezon | Odcinki | Premiera sezonu        | Finał sezonu           | Premiera sezonu   | Finał sezonu      |                   |
| ----- | ----- | ------- | ---------------------- | ---------------------- | ----------------- | ----------------- | ----------------- |
|       | 1     | 10      | 7 grudnia 2016         | 7 grudnia 2016         | —                 | —                 |                   |
|       | 2     | 10      | 6 grudnia 2017         | 6 grudnia 2017         | —                 | —                 |                   |

### Sezon 1 (2016)
| Nr | #  | Tytuł                | Reżyseria                | Scenariusz                    | Premiera Hulu  | Premiera     |
| -- | -- | -------------------- | ------------------------ | ----------------------------- | -------------- | ------------ |
| 1  | 1  | Death                | Johan Renck              | Les Bohem                     | 7 grudnia 2016 | nieemitowany |
| 2  | 2  | The Hanged Man       | Craig Zisk               | Charlie Keys Bohem, Les Bohem | 7 grudnia 2016 | nieemitowany |
| 3  | 3  | The Fool             | Michael Trim             | Les Bohem                     | 7 grudnia 2016 | nieemitowany |
| 4  | 4  | The Tower - Reversed | Clark Johnson            | Les Bohem                     | 7 grudnia 2016 | nieemitowany |
| 5  | 5  | The Magician         | Minkie Spiro             | Greg Walker                   | 7 grudnia 2016 | nieemitowany |
| 6  | 6  | Judgment             | Daisy Von Scherler Mayer | Daria Polatin                 | 7 grudnia 2016 | nieemitowany |
| 7  | 7  | Two of Swords        | Michael Morris           | Tom Pabst                     | 7 grudnia 2016 | nieemitowany |
| 8  | 8  | Five of Cups         | Bronwen Hughes           | Patricia Breen                | 7 grudnia 2016 | nieemitowany |
| 9  | 9  | Wheel of Fortune     | Stephen Gyllenhaal       | Les Bohem, Hiram Martinez     | 7 grudnia 2016 | nieemitowany |
| 10 | 10 | Ace of Swords        | Larysa Kondracki         | Les Bohem                     | 7 grudnia 2016 | nieemitowany |

### Sezon 2 (2017)
| Nr | #  | Tytuł                       | Reżyseria          | Scenariusz                 | Premiera Hulu  | Premiera     |
| -- | -- | --------------------------- | ------------------ | -------------------------- | -------------- | ------------ |
| 11 | 1  | We're Not in Kansas Anymore | Scott Winant       | John Shiban                | 6 grudnia 2017 | nieemitowany |
| 12 | 2  | Shortchanged                | Meera Menon        | Will Pascoe                | 6 grudnia 2017 | nieemitowany |
| 13 | 3  | Guys and Dolls              |                    | Amy Berg                   | 6 grudnia 2017 | nieemitowany |
| 14 | 4  | Are You Listening?          | Stephen Gyllenhaal | Katrina Cabrera            | 6 grudnia 2017 | nieemitowany |
| 15 | 5  | Charles the Magnificent     |                    | Jonathan Igla              | 6 grudnia 2017 | nieemitowany |
| 16 | 6  | Crimes and Punishments      |                    | Will Pascoe                | 6 grudnia 2017 | nieemitowany |
| 17 | 7  | Purple Hearts               | Michael Trim       | Amy Berg                   | 6 grudnia 2017 | nieemitowany |
| 18 | 8  | Karma Chameleon             | John Shiban        | Jonathan Igla, John Shiban | 6 grudnia 2017 | nieemitowany |
| 19 | 9  | Verite                      |                    | Amy Berg                   | 6 grudnia 2017 | nieemitowany |
| 20 | 10 | There's No Place Like Home  | John Shiban        | John Shiban                | 6 grudnia 2017 | nieemitowany |

## Produkcja
15 października 2015 roku platforma Hulu ogłosiła zamówienie pierwszego sezonu serialu. W styczniu 2016 roku ogłoszono, że główną rolę w serialu zagra Jeffrey Donovan, który wcieli się w Charliego Haverforda. W tym samym miesiącu do dramatu dołączyły Susan Misner, Emmanuelle Chriqui i KaDee Strickland. W lutym 2016 roku obsada serialu powiększyła się o Davida Zayasa, Isabellę Rossellini i Angusa Sampsona. Pod koniec lipca 2017 roku poinformowano, że do drugiego sezonu dołączył Noah Bean jako Foster Hillburn.